# 마르틴 베처

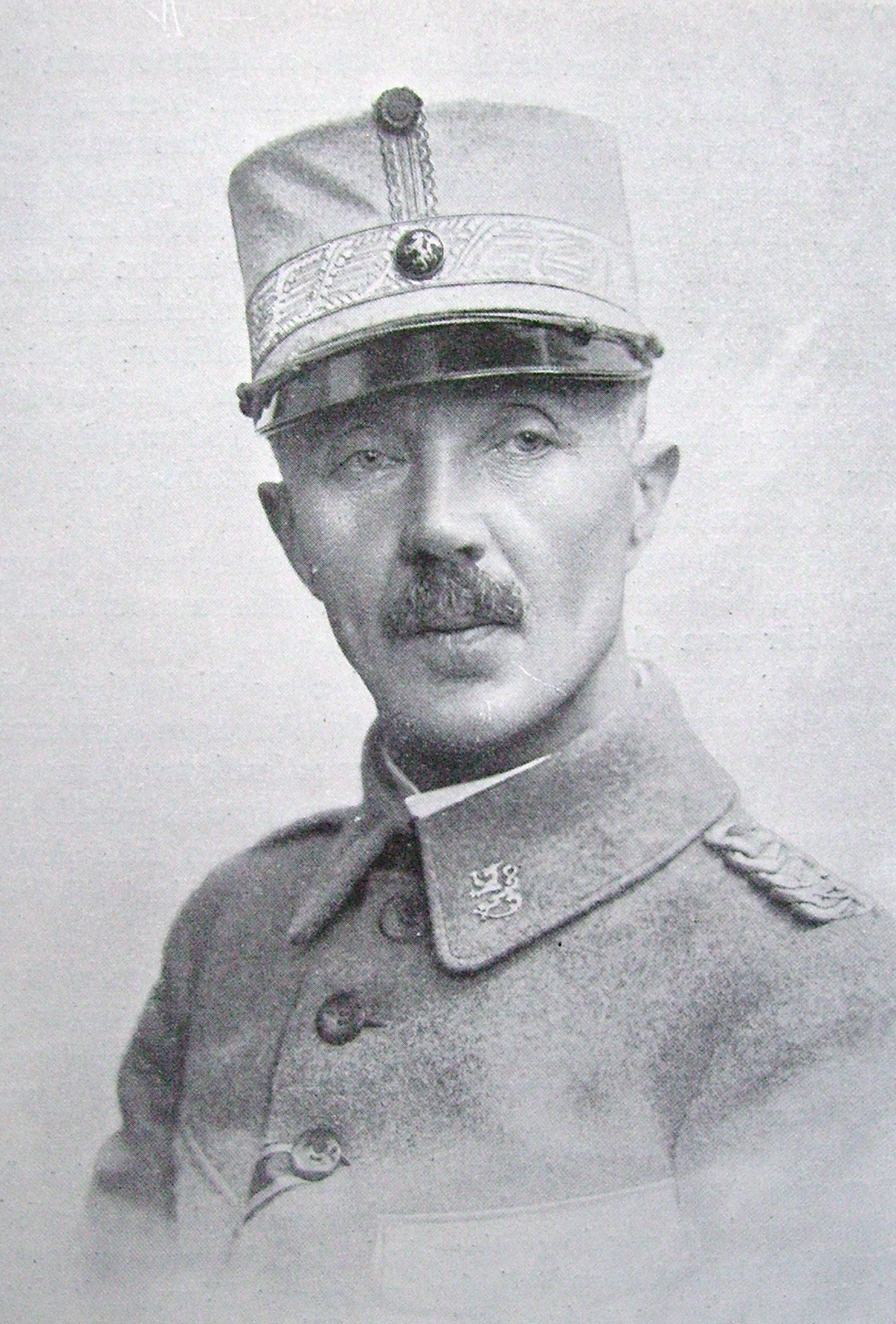
1919년의 마르틴 베처.

마르틴 베처(Martin Wetzer: 1868년 - 1954년)는 핀란드의 법학자, 군인이다. 제1차 세계대전 때 러시아군에서 싸웠고, 핀란드가 독립한 뒤 핀란드 내전에서 백핀란드측에서 싸웠다. 1915년 대령, 1918년 소장, 1925년 중장이 되었다. 바이에른 프론텐에서 태어나 헬싱키에서 죽었다.